# Piotrówka (województwo podkarpackie)
Piotrówka – wieś w Polsce położona w województwie podkarpackim, w powiecie krośnieńskim, w gminie Jedlicze.
| SIMC    | Nazwa      | Rodzaj    |
| ------- | ---------- | --------- |
| 0353649 | Budy       | część wsi |
| 0353655 | Góry       | część wsi |
| 0353661 | Grabie     | część wsi |
| 0353678 | Podbardzie | część wsi |

W latach 1975–1998 miejscowość położona była w województwie krośnieńskim.